# Венгрия на зимних Олимпийских играх 1960
Венгрия принимала участие в Зимних Олимпийских играх 1960 года в Скво-Вэлли (США) в восьмой раз за свою историю, но не завоевала ни одной медали.

## Состав сборной
Сборная состояла из 3 спортсменов: двоих мужчин и одной женщины, которые выступили в соревнованиях по биатлону, лыжным гонкам и прыжкам с трамплина.
Самым молодым участником сборной был 18-летний Тамаш Шудар, самым старшим — 37-летний Паль Шайго.

## Результаты

### Биатлон
21 февраля был разыгран 1 комплект наград, только среди мужчин. Участники бежали индивидуальную гонку с раздельным стартом с интервалом в одну минуту. В гонке приняли участие 30 спортсменов из 9 стран. Четыре стрельбища были расположены по дистанции неравномерно и имели мишени на разном расстоянии:
- 6,5 км — расстояние до мишени 200 метров
- 9,5 км — расстояние до мишени 250 метров
- 12,5 км — расстояние до мишени 150 метров
- 15 км — расстояние до мишени 100 метров.

Зрители на стадионе «Маккинни Крик» не могли наблюдать за стрельбой. В ходе гонки результаты каждого биатлониста на огневых рубежах сообщались на стадион по телефону. За каждый промах спортсменам начислялось 2 минуты штрафа.
| Соревнование | Спортсмен | Время     | Промахи | Поправленное время | Место |
| ------------ | --------- | --------- | ------- | ------------------ | ----- |
| Паль Шайго   | 20 км     | 1’34:27,3 | 14      | 2’02:27,3          | 26    |

### Лыжные гонки
Соревнования прошли с 19 по 27 февраля в местечке Маккинни Крик, на правом берегу озера Тахо. Старт и финиш гонок происходил на стадионе «Маккинни Крик», который был специально построен к Олимпиаде, а после демонтирован.
Мужчины
| Дистанция | Спортсмен  | Результат      | Результат |
| Дистанция | Спортсмен  | Время          | Место     |
| --------- | ---------- | -------------- | --------- |
| 15 км     | Паль Шайго | 57:02,9        | 34        |
| 50 км     | Паль Шайго | не финишировал | —         |

Женщины
| Дистанция | Спортсменка     | Результат | Результат |
| Дистанция | Спортсменка     | Время     | Место     |
| --------- | --------------- | --------- | --------- |
| 10 км     | Магдольна Барта | 47:23,2   | 23        |

### Прыжки на лыжах с трамплина
Соревнования прошли 28 февраля на комплексе лыжных трамплинов «Папус-Пик» в Скво-Вэлли.
| Спортсмен   | Соревнование     | 1 прыжок  | 1 прыжок | 1 прыжок | 2 прыжок  | 2 прыжок | 2 прыжок | Результат | Результат |
| Спортсмен   | Соревнование     | Дистанция | Очки     | Место    | Дистанция | Очки     | Место    | Очки      | Место     |
| ----------- | ---------------- | --------- | -------- | -------- | --------- | -------- | -------- | --------- | --------- |
| Тамаш Шудар | Обычный трамплин | 73,5      | 84,1     | 41       | 64,0      | 81,7     | 42       | 165,8     | 41        |